# IC 4856
IC 4856 је галаксија у сазвјежђу Телескоп која се налази на листи објеката дубоког неба у Индекс каталогу.
Деклинација објекта је - 54° 54' 31" а ректасцензија 19h 27m 30,5s. Привидна величина (магнитуда) објекта IC 4856 износи 13,9 а фотографска магнитуда 14,5. IC 4856 је још познат и под ознакама ESO 184-69, PGC 63226.